# Spårväg City
Spårväg City est une ligne de tramway du centre de Stockholm en Suède.

## Infrastructure
Inauguré le 21 août 2010, il circule depuis 2018 entre T-Centralen à Inre staden et Waldemarsudde à Djurgården. 
Il s'agit de la première ligne de tramway en trafic régulier dans le centre de Stockholm depuis 1967. 
Le service est géré par Stockholms Spårvägar pour Storstockholms Lokaltrafik (SL), sous le nom de Ligne 7.
Il s'agit essentiellement d'un prolongement de la Djurgårdslinjen (sv), exploitée avec des rames historiques depuis 1991 entre Norrmalmstorg et Waldemarsudde (sv). 
La Djurgårdslinjen était à l'origine considérée comme une simple ligne touristique-musée, mais elle s'est avérée également très demandée pour les voyages réguliers. 
Il est prévu d'allonger la ligne de Spårväg pour atteindre Kungsholmen à l'ouest jusqu'au pont de Lidingö à l'est, où il est suggéré de la relier à la Lidingöbanan.

## Ligne
| Ligne | Parcours                    | Longueur | Stations |
| ----- | --------------------------- | -------- | -------- |
| 7     | T-Centralen – Waldemarsudde | 3,5 km   | 11       |
|       |                             |          |          |